# Dreiband-Weltmeisterschaft für Nationalmannschaften 1981

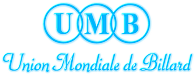
Logo UMB (ausrichtender Verband)

Die Dreiband-Weltmeisterschaft für Nationalmannschaften 1981 war die 1. Auflage dieses Turniers, das neu ausgespielt wurde in der Billardvariante Dreiband. Das Turnier fand vom 12. bis zum 14. Juni 1981 in Mexiko-Stadt statt.

## Spielmodus
Es nahmen 6 Mannschaften am Turnier teil. Je Kontinent eine Mannschaft plus der Ausrichter. Da Afrika (Ägypten) keine Mannschaft gemeldet hatte, nahm eine zweite Mannschaft aus Europa teil. Jedes Team bestand aus zwei Spielern. Gespielt wurde eine Doppelrunde jeder gegen jeden. In den Begegnungen spielte auch von jeder Mannschaft jeder gegen jeden. Die Partiedistanz betrug 30 Points.
Sieger wurde Japan. Ansonsten sind die Ergebnisse sehr lückenhaft überliefert. Von den einzelnen Begegnungen liegen keine Spielberichte vor. In den offiziellen Ergebnissen der UMB war nur eine Endtabelle abgedruckt.
Bei Punktegleichstand wird wie folgt gewertet:
1. Matchpunkte (MP)
2. Partiepunkte (PP)
3. Mannschafts-Generaldurchschnitt (MGD)

## Teilnehmer
| Nation             | Gruppe | Spieler 1         | Spieler 2            |
| ------------------ | ------ | ----------------- | -------------------- |
| Argentinien        | A      | Luis Doyharzabal  | Luis Manuel Martinez |
| Belgien            | A      | Raymond Ceulemans | Ludo Dielis          |
| Frankreich         | A      | Egidio Vierat     | Richard Bitalis      |
| Japan              | A      | Nobuaki Kobayashi | Junichi Komori       |
| Mexiko             | A      | Gilberto Avalos   | Carlos Barraza       |
| Vereinigte Staaten | A      | Frank Torres      | George Ashby         |

## Abschlusstabelle
| MP    | Match Punkte (Sieger = 2; Unentschieden = 1; Verlierer = 0) |
| SV    | Satzverhältnis (nur bei Turnieren im Satzsystem)            |
| Pkte. | Erzielte Karambolagen                                       |
| Aufn. | benötigte Aufnahmen                                         |
| GD    | Generaldurchschnitt                                         |
| MGD   | Mannschafts-Generaldurchschnitt                             |
| BED   | Bester Einzeldurchschnitt eines Spielers                    |
| BEMD  | Bester Einzeldurchschnitt einer Mannschaft                  |
| BSD   | Bester Satzdurchschnitt eines Spielers                      |
| HS    | Höchstserie                                                 |
| WRP   | Weltranglistenpunkte                                        |

| Platz | Nation             | Spiele | G-U-V | MP   | PP    | Pkt. | Aufn. | MGD   | BEMD | HS |
| ----- | ------------------ | ------ | ----- | ---- | ----- | ---- | ----- | ----- | ---- | -- |
| 1     | Japan              | 10     |       | 16:4 | 57:23 | 1150 | 929   | 1,237 |      | 11 |
| 2     | Belgien            | 10     |       | 15:5 | 60:20 | 1134 | 920   | 1,232 |      | 13 |
| 3     | Frankreich         | 10     |       | 8:12 | 34:46 | 999  | 1048  | 0,953 |      | 9  |
| 4     | Vereinigte Staaten | 10     |       | 8:12 | 29:51 | 948  | 1109  | 0,854 |      | 8  |
| 5     | Mexiko             | 10     |       | 7:13 | 31:49 | 964  | 1028  | 0,937 |      | 11 |
| 6     | Argentinien        | 10     |       | 6:14 | 29:51 | 904  | 1039  | 0,870 |      | 9  |